# Syndrome ABCD
 Mise en garde médicale
Le syndrome ABCD est défini par l'association d'un albinisme avec une mèche noire, de troubles de la migration des neurocytes de l'intestin (maladie de Hirschsprung) et d'une surdité neurosensorielle. On a découvert que la maladie était causée par des mutations dans le gène du  récepteur de  l'endothéline de type B (EDNRB). ABCD est le sigle de « Albinism, Black lock, Cell migration disorder of the neurocytes of the gut and sensorineural Deafness ».
C'est un variant du syndrome de Shah-Waardenburg.